# E-SPORTSCAFE
e-SPORTSCAFE株式会社（イースポーツカフェ）は、東京都新宿区に本社を置く、eスポーツカフェ「ESPORTS CAFE」を運営する企業。

## 店舗
- ESPORTS CAFE（ESC）

### 東京都
- ESPORTSCAFE（2016年10月 - ）
- ESPORTSCAFE HEROES（2022年12月 - ）